# Єва Тереза Скжипчак
Єва Тереза Скжипчак (пол. Ewa Teresa Skrzypczak) нар. 9 грудня 1929, Варшава — пом. 4 листопада 2020 там же) — польська науковиця, що спеціалізувалася на ядерній фізиці високих енергій та медичній фізиці.

## Життєпис
Вона закінчила факультет фізики у Варшавському університеті. Її магістерська робота, виконана під кервництвом Стефана Пьєнковського, стосувалася природної радіоактивності гірських порід та метеоритів. Після закінчення навчання вона проводила дослідження лямбда-баріонів, що було предметом її докторської дисертації. Докторська ступінь була отримана в 1960 році.
Вона взяла участь у експериментах стосовно зіткнень з високими енергіями, що виконуються в CERN.

## Окремі публікації
- Fizyka wielkich energii (1965) Warszawa 1965 (tom 30 serii wydawniczej Omega)
- Fizyka w medycynie (1982), ISBN 8321403077
- Wstęp do fizyki jądra atomowego i cząstek elementarnych (1993, wspólnie z Zygmuntem Szeflińskim)
- Kinematyka relatywistyczna w zadaniach (2003, wspólnie z Tomaszem Matulewiczem), ISBN 8391832325
- Fizyka subatomowa w zadaniach (2005, wspólnie z Tomaszem Matulewiczem), ISBN 8391832376